# Площадь Восставших (Челябинск)
Пло́щадь Восста́вших — бывшая городская площадь, располагавшаяся в Советском районе Челябинска, ограничена улицами Цвиллинга и Свободы. До 1920 года площадь называлась Пожарная. С 1977 года объект культурного наследия Российской Федерации.

## История

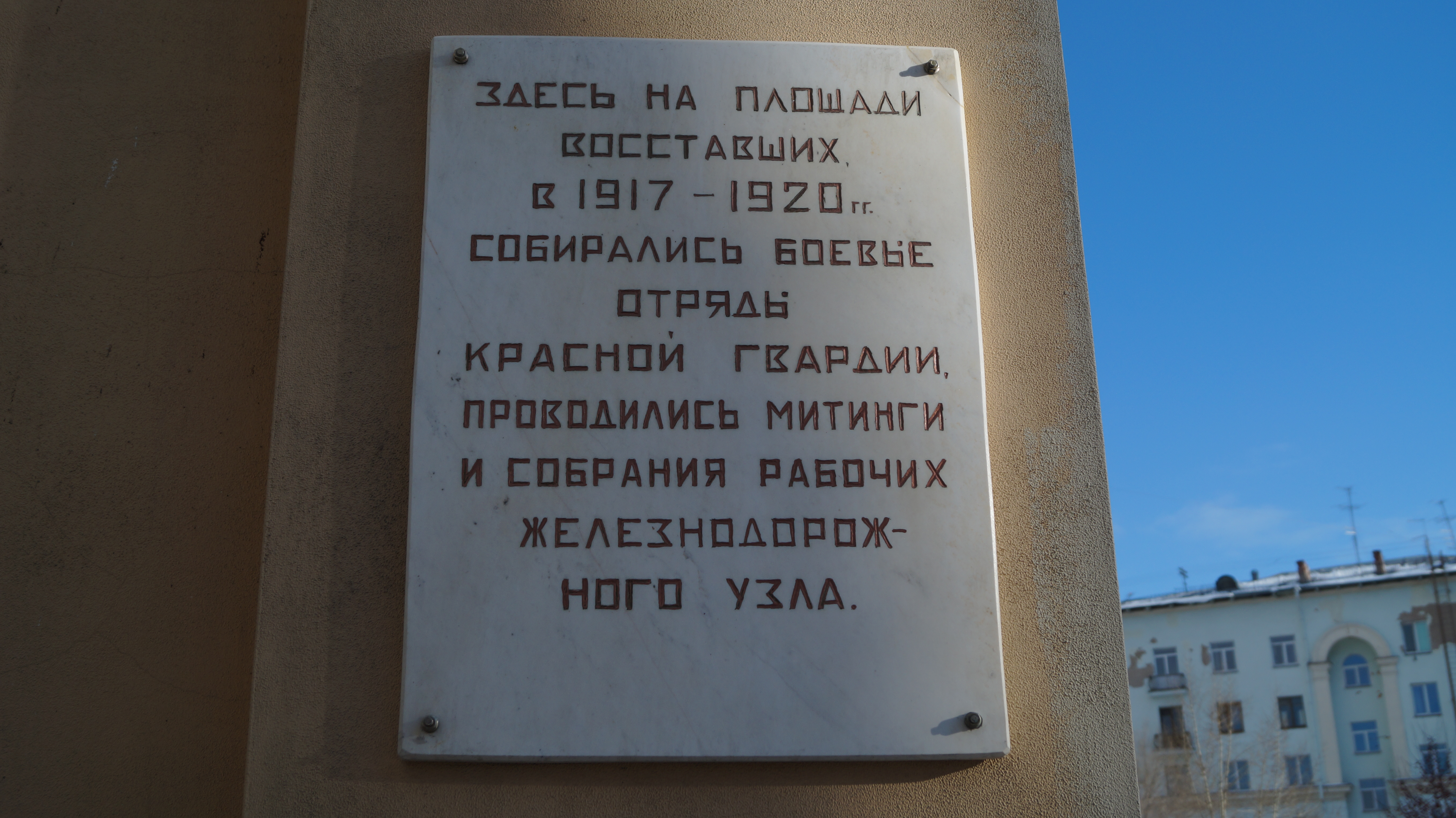
Мемориальная доска на здании кинотеатра имени 30-летия ВЛКСМ

В 1905 году на территории будущей площади было построено здание городской пожарной части. Площадь, располагавшаяся при городской пожарной части получила название Пожарной, в народе так же часто именовалась как «площадь у каланчи». В непосредственной близости от Пожарной площади находилась железнодорожная станция и завод «В. Г. Столль и Ко», что отложило отпечаток на её дальнейшую судьбу. Так как данная площадь считалась центральной для привокзального посёлка, в революционные годы именно здесь рабочие Челябинского завода «В. Г. Столль и Ко» проводили свои демонстрации. На демонстрациях присутствовали известные Челябинские революционеры, в том числе Дмитрий Колющенко. В 1919 году события на Пожарной площади дали старт восстанию большевиков против армии Колчака. В условленное время на площадь вышли отряды железнодорожников, рабочих завода «В. Г. Столль и Ко» и шахтёры, и атаковали отряды белогвардейцев на станции Челябинск. В память об этих событиях 20 февраля 1920 года площадь получила название Восставших (так же применялось название — Восстания). В 1925 году в центре площади был установлен памятник «Освобождённому труду» (другое название: «Памятник восставшему рабочему»). В 1948 году на площади был построен кинотеатр, получивший имя в честь тридцатилетия ВЛКСМ (ныне ул. Цвиллинга, 81). После строительства кинотеатра, «Памятник восставшему рабочему» оказался во дворе нового учреждения культуры, тем самым монумент оказался закрытый для обзора прохожих. Со временем было принято решение о демонтаже памятника. 6 ноября 1967 года на здании кинотеатра была установлена мемориальная доска, в память о событиях 1919 года. В конце 90-х годов XX века мемориальную доску со здания кинотеатра сняли, но 22 февраля 2014 года новыми хозяевами здания отреставрированная памятная доска была возвращена на прежнее место. В настоящее время (2015) на городских картах площадь Восставших не обозначена.